# Restaurant Brands International
Restaurant Brands International Inc. (RBI) är ett kanadensiskt multinationellt förvaltningsbolag som verkar inom snabbmat. De äger restaurangkedjorna Burger King, Firehouse Subs, Popeyes och Tim Hortons, dock drivs de enskilda restaurangerna av franchisetagare. Förvaltningsbolaget ägs bland annat av den brasilianska investmentbolaget 3G Capital och det amerikanska konglomeratet Berkshire Hathaway.

## Historik
Den 24 augusti 2014 meddelade den amerikanska hamburgerrestaurangkedjan Burger King om att de var intresserade om att genomföra en fusion med den kanadensiska cafékedjan Tim Hortons. Dagen efter bekräftade Burger King att man skulle genomföra fusionen till en kostnad på 11,4 miljarder dollar och det kombinerade företaget skulle bli kanadensiskt på grund av skattetekniska skäl. Det nya kombinerade företaget fick namnet Restaurant Brands International. Fusionen blev officiellt slutförd i början av december efter att den kanadensiska handelsministern James Moore och berörda aktieägare godkände den. Den 21 februari 2017 utökade RBI sitt snabbmatsimperium när de köpte Popeyes för 1,8 miljarder dollar. Den 15 november 2021 köpte RBI smörgåsrestaurangkedjan Firehouse Subs för en miljard dollar.

## Dotterbolag
Statistik per den 31 december 2023.
| Namn           | Förvärvad | Typ av huvudrätt(er)          | Försäljning            | Antal restauranger |
| -------------- | --------- | ----------------------------- | ---------------------- | ------------------ |
| Burger King    | 2014      | Hamburgare                    | ▲ US$ 27,019 miljarder | ▲ 19 384           |
| Tim Hortons    | 2014      | Kaffe, fikabröd och smörgåsar | ▲ US$ 7,845 miljarder  | ▲ 5 833            |
| Popeyes        | 2017      | Friterade kycklingbitar       | ▲ US$ 6,813 miljarder  | ▲ 4 571            |
| Firehouse Subs | 2021      | Smörgåsar                     | ▲ US$ 1,209 miljarder  | ▲ 1 282            |
| Totalt         | Totalt    | Totalt                        | US$ 42,886 miljarder   | 31 070             |